# Saint-Jean-Kourtzerode
Saint-Jean-Kourtzerode (deutsch Sankt Johann-Kurzerode, 1940–1944 Kurzerode) ist eine französische Gemeinde im Département Moselle in der Region Grand Est (bis 2015 Lothringen). Sie gehört zum Arrondissement Sarrebourg-Château-Salins. Die 674 Einwohner (Stand 1. Januar 2022) nennen sich Santi-Johaniens.

## Geografie
Saint-Jean-Kourtzerode liegt etwa elf Kilometer östlich von Sarrebourg auf einer Höhe zwischen 270 und 338 m über dem Meeresspiegel. Die mittlere Höhe beträgt 320 m. Das Gemeindegebiet umfasst 1,58 km².

## Geschichte
Das Dorf Kourtzerode wurde im 14. Jahrhundert erstmals erwähnt. Durch die Bestimmungen im Friede von Vincennes kam Coursirode 1661 zu Frankreich, wurde dann durch den Frieden von Frankfurt 1871 deutsch und nach dem Ersten Weltkrieg wieder französisch. Auch in der Zeit des Zweiten Weltkriegs war die Region wieder unter deutscher Verwaltung. Saint-Jean wurde dagegen erst Anfang des 18. Jahrhunderts gegründet.
Der Baum im Gemeindewappen steht für die Familie d'Elvert, die Herren über Kourtzerode waren; das Beil ist das Attribut des Heiligen Johannes, des Schutzpatrons der Kirche.
Bis zum Deutsch-Französischen Krieg hieß der Ort Saint-Jean-de-Courtzerode.

### Bevölkerungsentwicklung
| Jahr      | 1962 | 1968 | 1975 | 1982 | 1990 | 1999 | 2007 | 2019 |
| Einwohner | 142  | 132  | 191  | 172  | 206  | 485  | 750  | 709  |

## Belege
1. ↑  Wappenbeschreibung auf genealogie-lorraine.fr (französisch)